# Tjaroe
Tjaroe (ook wel geschreven als Zaru, Tharu, Djaru of Tjel, Grieks: Σελη, Zele, Sile of Silu) was een versterkte stad in het oude Egypte op de Weg van Horus van Egypte naar Kanaän. De vermoedelijke plaats is Tell el Habua bij Kantara in de oostelijke Nijldelta bij het huidige Suezkanaal.

## Omvang van de stad
De vesting was 500 m x 250 m groot en omgeven door muren van 13 m dik uit verhitte leemtegels. In de muur waren 24 wachttorens gebouwd. Rond de vesting lag nog een gracht met water.

## Religie
In Tjaroe werd de Horus van Edfu aanbeden in de vorm van een leeuw. Vanwege het theologisch verband met Edfu wordt Tjaroe weleens het Edfu van Neder-Egypte genoemd.

## Historie van de stad
Tjaroe was een grensstad en lag in een onherbergzame woestijn. Daarom was het een ballingsoord voor misdadigers. Horemheb nam in zijn Groot Edict voor verschillende vergrijpen een verbanning naar Tjaroe op als straf. Zo werd corrupte ambtenaren de neus afgesneden, en dan werden ze naar Tjaroe verbannen.
De Rhind-papyrus vermeldt, dat farao Ahmose I op 25 Achet tijdens de Nijlvloed dus midden augustus in het elfde regeringsjaar van Chamoedi dus 1539 v.Chr. Sile heroverde.
Silu komt tweemaal voor in nr. 382 van de Amarnabrieven uit 1350 - 1335 v.Chr. De geschriften verwijzen naar Turbazu de heerser van Silu, die door de Apiroe werd gedood aan de stadspoort van Silu. Twee andere heersers werden ook gedood aan de stadspoort. De dood van Turbazu staat ook vermeld in brief EA 335 van de Amarnabrieven.
Brieven van Abdi-Heba aan de Egyptische farao gaan over intriges in de steden bij Jerusalem. Brief 288 met als titel "schuldig verzuim" zegt vanaf regel 17:
"Ik gaf hem tien slaven, Sjoeta, de ambtenaar van de farao kwam naar mij, Ik gaf Sjoeta 21 meisjes en 80 gevangenen als een welkomstgeschenk Sjoelmani voor de farao, mijn heer. De farao moge denken aan dit land, het land van de koning is verloren. Heel het land heeft mij aangevallen. Ik ben in oorlog tot aan het land van Sjeroe en tot aan Ginti-kirmil. Alle heersers leven in vrede, maar ik ben in oorlog. Ik word behandeld als een Apiroe en ik bezoek de farao, mijn heer, niet, omdat ik in oorlog ben. Ik ben als een schip midden op zee. De sterke hand van de farao nam het land van Mittani en het land van de Koning van Koesj, maar nu hebben de Apiroe de steden van de farao zelf ingenomen. Geen enkele heerser van de farao, mijn heer, is er nog, ze zijn allemaal verloren. Kijk, Toerbazoe werd gedood aan de stadspoort van Siloe. De farao deed niets. Kijk, dienaren die overliepen naar de Apiroe doodden Zimredda van Lachis en Yaptih-Hadda werd gedood aan de stadspoort van Siloe. De farao deed niets. Waarom heeft hij geen rekenschap van hen geëist? Moge de farao voor zijn land zorgen en moge hij erop toezien dat er boogschutters komen naar zijn land. Als er dit jaar geen boogschutters zijn, dan zijn alle landen van de farao, mijn heer, verloren."